# Aedicira hartmani
Aedicira hartmani är en ringmaskart som beskrevs av Strelzov 1968. Aedicira hartmani ingår i släktet Aedicira och familjen Paraonidae. Inga underarter finns listade i Catalogue of Life.